# Goura scheepmakeri
Pombo-coroado-de-scheepmaker ou gura-do-sudeste (Goura scheepmakeri), também conhecida popularmente por pomba-goura-de-Scheepmaker, é um pombo terrestre de grandes dimensões, aproximadamente 75 cm de comprimento, restrito às florestas das planícies setentrionais da Nova Guiné. Tem uma plumagem cinzenta-azulada com cristas azuis em forma de folhos elaborados, íris vermelha e peito de cor bordô. Os dois seXos são similares.
Há duas subespécies diferenciadas pelos seus ombros e colorações da barriga. Goura scheepmakeri sclateri presente no sudoeste da Nova Guiné com ombros bordô e barriga azul-acinzentada, e a raça nominal Goura scheepmakeri scheepmakeri do suduoeste da Nova Guiné com ombros azul-cinzento e parte de baixo bordô.
A espécie foi primeiro descoberta para a ciência por Otto Finsch que em 1876 encontrou uma ave viva recebida do comerciante C. Scheepmaker no Zoológico de Amsterdão e deu-lhe o seu nome.
Por ser mansa e fortemente caçada pela sua carne e plumas, esta espécie está classificada como vulnerável na Lista vermelha da UICN de espécies ameaçadas. Está também listada no Apêndice II do CITES.